# Mäddel Fuchs
Martin «Mäddel» Fuchs (* 3. Februar 1951 in Zürich) ist ein Schweizer Fotograf.

## Leben
Mäddel Fuchs wuchs in Zürich auf und besuchte 1963 bis 1970 in Trogen im Kanton Appenzell Ausserrhoden das Gymnasium. Sein Jus- und Medizinstudium an der Universität Zürich brach er 1974 ab, um auf autodidaktischem Weg Fotograf zu werden. Von 1982 bis 1986 war er Fotoreporter bei der Wochenendbeilage der Neuen Zürcher Zeitung. Bekannt geworden ist Mäddel Fuchs durch seine fotografischen Langzeitprojekte zur landwirtschaftlichen und kulturellen Tradition des Appenzellerlands.

## Einzelausstellungen
- 1988 Theater-Galerie OFF-Züri, Zürich
- 1989 Galerie Jodok, Brig
- 1993 Volkskundemuseum, Appenzeller Viehschauen, Stein AR
- 1995 Photo Forum, Aarau
- 1995 Appenzell Ausserrhodische Kantonalbank, Herisau
- 1996 Dolmetscherschule, St. Gallen
- 1996 Photo Forum Feldegg, Zürich
- 1997 Galerie Dres Pfyl, Baden
- 1997 Kunst zu Katharinen, Identität, St. Gallen
- 1997 Ernst Basler & Partner, Zwischen Licht und Schatten, Zürich
- 1998 Photo Forum Feldegg, Zürich
- 2000 Galerie Raum für Kunst, Appenzeller Winterbilder, Altstätten
- 2001 Galerie Raum für Kunst, Altstätten
- 2001 Galerie Kino Rosenthal Heiden
- 2002 Kunstverein, Steyr
- 2002 Café Stein, Wien
- 2003 Galerie Raum für Kunst, Altstätten
- 2003 Hotel Heiden, Heiden
- 2003 Galerie Kino Rosenthal, Heiden
- 2004 Galerie WerkArt, St. Gallen
- 2004 Hotel Hof Weissbad, Weissbad
- 2005 Leica Galerie, Nidau
- 2017 Museum für Lebensgeschichten, Speicher, zusammen mit Marisa Fuchs[6]

## Gruppenausstellungen
- 1977 Aargauer Kunsthaus, Kunstaktion Blumenhalde, Aarau
- 1986 Stadthaus, Zürich 20. Juni 1986. Fotografen sehen ihre Stadt, Zürich

## Bücher
- Appenzellerland, mit Peter Keckeis und Margaret Engeler. Zürich 1985, ISBN 3-85692-018-8
- Appenzeller Viehschauen, mit Matthias Weishaupt, Hans Eugster und Martin Zogg. St. Gallen 1999, ISBN 3-908151-03-1
- Die Frau, die Kuh, der Weg. Der Zementplastiker Ulrich Bleiker, mit Simone Schaufelberger-Breguet. Herisau 2000, ISBN 3-85882-300-7
- Chome gaad. Der Hausierer Arthur Zünd, mit Theo Bruderer und Matthias Weishaupt. Herisau 2001, ISBN 3-85882-307-4
- Con Triana. Vivir el camino del Rocío: Romeria del Rocío – die grösste Wallfahrt Andalusiens. Herisau 2004, ISBN 3-85882-328-7
- Flickflauder und andere Appenzeller Eigenheiten, mit Emil Koller. Weissbad, Hotel Hof Weissbad 2005.
- Hag um Hag. Ein Requiem. Zürich 2010, ISBN 978-3-03762-010-6[7][8][9]
- Appenzeller Welten 415,4 km2 im Universum, mit Albert Tanner. Zürich 2016, ISBN 978-3-03919-405-6[10][11][12][13][14][15]
- Mäddel Fuchs – Irgendwo und überall: Gesammelte Momente mit Daniele Muscionico (Text), Scheidegger & Spiess, Zürich 2021, ISBN 978-3039420124.

## Auszeichnungen
- 2002, UBS-Kulturstiftung, Förderpreis
- 2003, Kulturpreis der Dr. Dr. hc Margrit Bohren-Stiftung, zusammen mit Amelia Magro und Herbert Maeder